# Pomník Maxe van der Stoela
Pomník Maxe van der Stoela je umělecké dílo, které připomíná nizozemského politika Maxe van der Stoela a jeho podporu Chartě 77. Pomník ve tvaru stínu stromu leží v parku Maxe van der Stoela na Praze 6. Jeho autory jsou sochař Dominik Lang a architekt Jakub Červenka. Dílo vzniklo v roce 2017 na popud nizozemského velvyslanectví.

## Pozadí vzniku
1. března 1977 se díky iniciativě nizozemského novináře Dicka Verkijka sešel ministr zahraničí Nizozemska Max van der Stoel s mluvčím Charty 77 Janem Patočkou. Stal se tak prvním západním politikem, který otevřeně podpořil české disidenty. Schůzka se uskutečnila v pražském hotelu Intercontinental a jednalo se o zásadní diplomatické uznání opozičních snah chartistů. O schůzce referovala západní média včetně Svobodné Evropy a Hlasu Ameriky, určených československým občanům. Jan Patočka byl po schůzce několik dní tvrdě vyslýchán Státní bezpečností, v důsledku čehož 13. března zemřel na následky mozkové mrtvice.

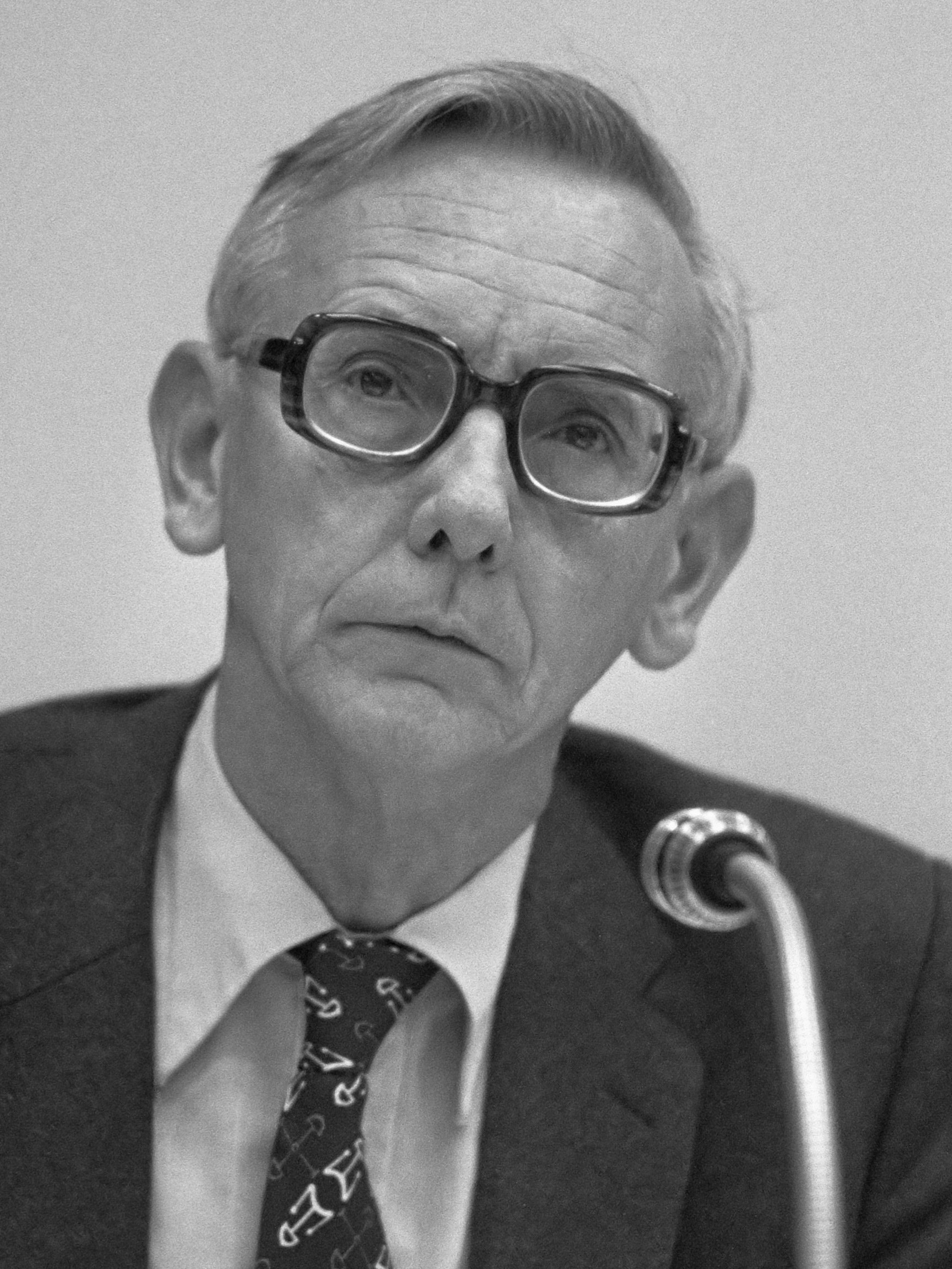
Max van der Stoel
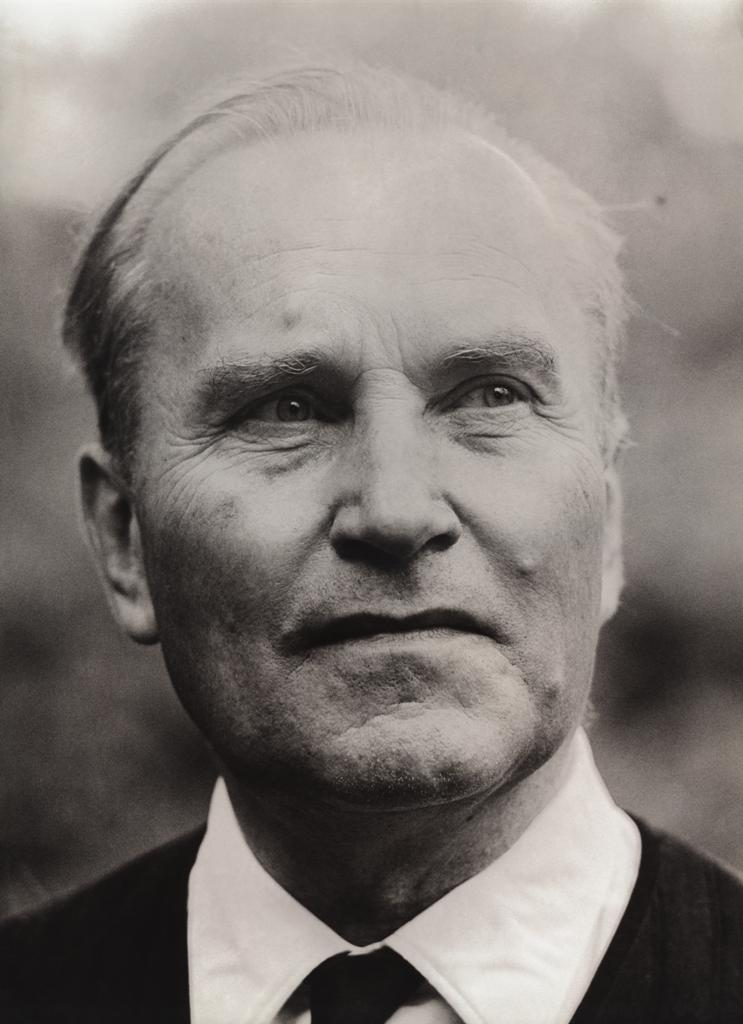
Jan Patočka

## Popis pomníku
Pomník je vytvořen z betonu a má podobu horizontálního stínu jednoho ze stromů v parku. Má symbolizovat „dopad jedné schůzky na dějiny Česka.“
Autor pomníku Dominik Lang své dílo popsal takto: „Je to trvale zachycený stín, který nám připomíná, že kolem nás se běžně děje řada pomíjivých událostí a setkání, které se stanou, a my na ně zapomeneme. Tento konkrétní stín připomíná krátké setkání profesora Patočky s Maxem van der Stoelem.“

## Odhalení pomníku
Pomník byl odhalen 1. března 2017, tedy čtyřicet let po připomínané schůzce, prvním místopředsedou Evropské komise Fransem Timmermansem, českým ministrem zahraničí Lubomírem Zaorálkem, nizozemským velvyslancem Eduardem Hoeksem a starostou Prahy 6 Ondřejem Kolářem. Slavnostního setkání se účastnil i jeden z prvních signatářů Charty 77 Petr Pithart a iniciátor připomínané schůzky Dick Verkijk.